# Dießen (stacja kolejowa)
Dießen (niem. Bahnhof Dießen) – stacja kolejowa w Dießen am Ammersee, w kraju związkowym Bawaria, w Niemczech. Znajduje się na Ammerseebahn. Według DB Station&Service ma kategorię 6. Dziennie obsługuje około 50 pociągów regionalnych Bayerische Regiobahn (BRB).
Stacja Schondorf (Bay) otwarta została na Ammerseebahn w dniu 30 czerwca 1898. Budynek dworca jest obiektem zabytkowym.

## Położenie
Dworzec kolejowy Dießen położony jest we wschodniej części centrum miasta Dießen, na prawym brzegu Ammersee. Budynek dworca jest na zachód od torów na Bahnhofstrasse i ma adres Bahnhofstrasse 15. Na wschód od stacji znajduje się przystań dla statków które łączą Dießen między innymi z Herrsching na wschodnim brzegu Ammersee.

## Linie kolejowe
- Ammerseebahn

## Połączenia
| Rodzaj pociągu | Trasa                                                                                   | Takt                         |
| -------------- | --------------------------------------------------------------------------------------- | ---------------------------- |
| BRB            | Augsburg-Oberhausen – Augsburg Hbf – Mering – Geltendorf – Dießen – Weilheim – Schongau | Godzinny                     |
| BRB            | Geltendorf – Dießen – Weilheim – Peißenberg                                             | Godzinny w godzinach szczytu |